# Anastasia Baranova
Anastasia Baranova (russisch Анастасия Баранова; * 23. April 1989 in Moskau) ist eine russisch-amerikanische Schauspielerin.

## Leben
Anastasia Baranova wurde 1989 in Moskau geboren und begann dort bereits als Kind zu modeln. Mit ihrer Mutter Ata zog sie 1998 nach Minnesota, wo sie weiterhin als Model arbeitete. 2000 zog sie mit ihrer Mutter weiter nach Kalifornien. 2006 beendete sie ihre Ausbildung als Schauspielerin am The Acting Corps. Zurzeit lebt sie in Los Angeles.

## Werk
Vier Jahre nach der Einwanderung in die Vereinigten Staaten war Baranova mit ihrer ersten Sprechrolle in Lizzie McGuire zu sehen, im gleichen Jahr wurde sie Hauptdarstellerin in Scout’s Safari. Von 2014 bis 2018 spielte sie eine der Hauptrollen in der Syfy-Fernsehserie Z Nation.

## Filmografie (Auswahl)
- 2002–2004: Scout’s Safari (Fernsehserie, 26 Episoden)
- 2005: Malcolm mittendrin (Malcolm in the Middle, Fernsehserie, Episode 7x07)
- 2010: Svetlana (Fernsehserie, Episode 3x01)
- 2012: 90210 (Fernsehserie, Episode 8x05)
- 2013: Sons of Anarchy, (Fernsehserie, Episode 6x10)
- 2014: R.L. Stine’s – Darf ich vorstellen – Meine Geisterfreundin (Mostly Ghostly: Have You Met My Ghoulfriend?)
- 2014–2018: Z Nation (Fernsehserie, 44 Episoden)
- 2019: Navy CIS (NCIS, Fernsehserie, Episode 17x04)
- 2022: Navy CIS: Hawaiʻi (Fernsehserie, Episode 2x03)
- 2023: Paul T. Goldman (Fernsehminiserie, Episode 1x02)
- 2023: Daruma